# Mercurio e Argo
Mercurio e Argo è un dipinto a olio su tela di 83 × 248 cm realizzato nel 1659 dal pittore Diego Velázquez.
È conservato nel Museo del Prado.
Secondo Le metamorfosi di Ovidio, Argo era dotato di cento occhi, la metà dei quali era sempre aperta.
Giunone gli ordinò di vegliare sulla giovane Io, sedotta da Giove e trasformata in giovenca.
Mercurio, inviato da Giove, fece addormentare Argo con il suono del flauto, per poi colpirlo a morte con una pietra, e ne decapitò il cadavere. Giunone trasferì allora gli occhi di Argo sulla coda del pavone, che da allora divenne il suo simbolo.
Il mito è trattato nell'opera molto liberamente: Mercurio è riconoscibile dal petaso alato, ma Argo ha due occhi come un qualunque mortale.